# Corrupción de datos
La corrupción de datos se refiere a los errores en los datos informáticos que se producen durante la transmisión o la recuperación, la introducción de cambios no deseados a los datos originales. Equipos de almacenamiento y de sistemas de transmisión dan medidas para proporcionar la integridad de los datos.

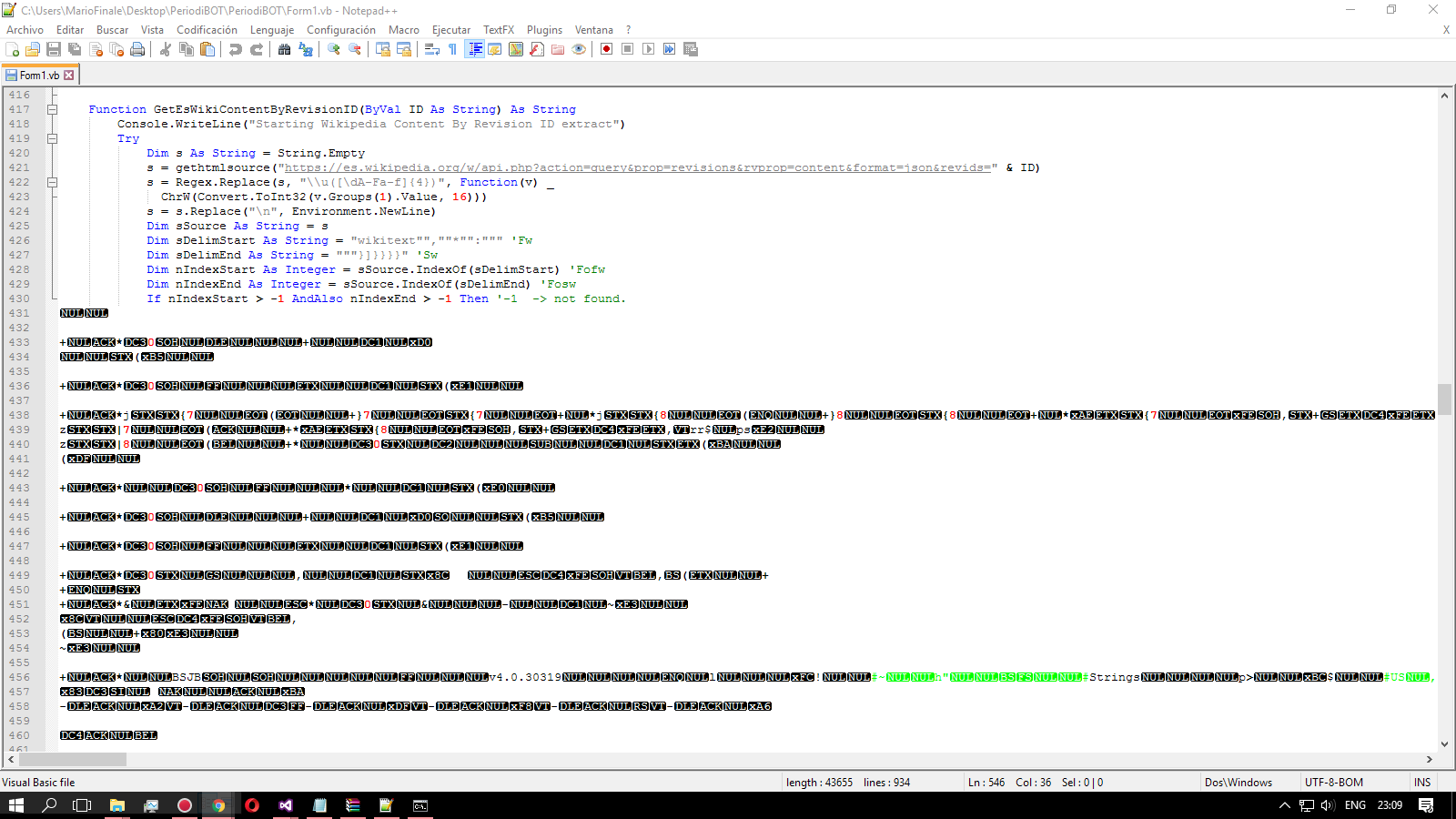
Corrupción de datos guardados en un disco duro, producto de un impacto causado por un sismo.

La corrupción de los datos durante la transmisión tiene una variedad de causas. Interrupción de la transmisión de datos provoca pérdida de información. Las condiciones ambientales pueden interferir con la transmisión de datos, especialmente cuando se trata de métodos de transmisión inalámbrica.  Las nubes pesadas pueden bloquear las transmisiones por satélite. Las redes inalámbricas son susceptibles a la interferencia de los dispositivos como los hornos de microondas.
La pérdida de datos durante el almacenamiento tiene dos grandes causas: hardware y software defectuoso. Accidentes generales y de desgaste de los medios de comunicación entran en la primera categoría, mientras que en el software suele producirse debido a los errores en el código.[cita requerida]

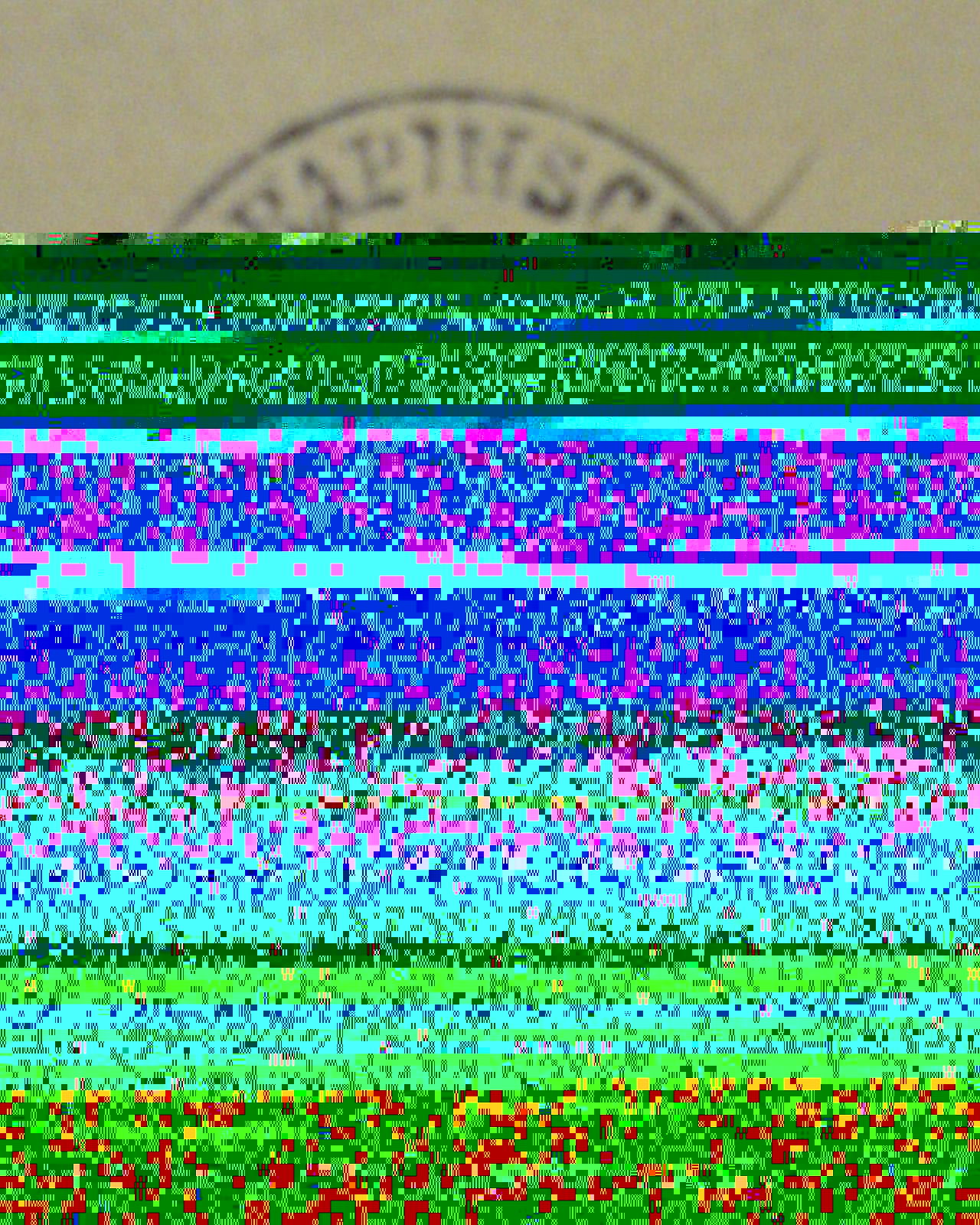
Imagen corrupta, en este caso por un fallo al momento de extraer la información desde el disco donde estaba almacenada.

Cuando la corrupción de los datos se comporta como un proceso de Poisson, donde cada bit de datos tiene una baja probabilidad independientemente de ser cambiado, la corrupción de los datos en general, puede ser detectado por el uso de sumas de verificación, y a menudo pueden ser corregidos por el uso de códigos de corrección de error.
Si un dato incorregible se detecta, procedimientos tales como la retransmisión automática o restauración de copias de seguridad se pueden aplicar. Ciertos niveles de arreglos de disco RAID tienen la capacidad de almacenar y evaluar los bits de paridad de datos a través de una serie de discos duros y puede reconstruir datos dañados a los de la falta de un único o múltiples discos, dependiente en el nivel de RAID aplicado.
Si los mecanismos adecuados se emplean para detectar y remediar la corrupción de los datos, la integridad de los datos se puede mantener. Esto es particularmente importante en la banca, en donde un error puede afectar drásticamente un saldo de la cuenta, y en el uso de cifrado o compresión de datos, donde un pequeño error puede hacer que una amplia base de datos sea inservible.